# (8847) Huch
(8847) Huch (1990 TO3) – planetoida z pasa głównego asteroid okrążająca Słońce w ciągu 4,79 lat w średniej odległości 2,84 au. Odkryta 12 października 1990 roku.